# Жабљи батаци
Жабљи батаци су Француски и кинески деликатес. Батаци јестивих жаба се такође конзумирају у другим деловима света, укључујући Вијетнам, Камбоџу, Тајланд, Индонезију, Кореју, Северну Италију, регион Алентејо у Португалију, Шпанију, Албанију, Словенију, Румунију, Бугарску, северозападну Грчку, Јужну Африку и јужне делове Сједињених Држава. Од 2014. највећи светски извозник јестивих жаба је Индонезија. У Бразилу, Мексику и на Карибима многе жабе се још увек хватају у дивљини.
Жабљи батаци су богати протеинима, омега-3 масним киселинама, витамином А и калијумом. Често се каже да имају укус као пилетина због њиговог благог укуса, са текстуром најсличнијом пилећим крилима. Укус и текстура жабљег меса је отприлике између пилетине и рибе. Жабе се комерцијално узгајају у појединим земљама, на пример у Вијетнаму. Жабљи мишићи не отклањају укоченост тако брзо као мишићи топлокрвних животиња (на пример, пилетина), тако да топлота од кувања може изазвати трзање свежих жабљих ногу.
Кухиња жабљих батака се такође оспорава као питање права животиња, јер се жабљи батаци често уклањају а да се жабе претходно не закољу, при чему се још живе жабе одбацују.